# Ochthera circularis
Ochthera circularis är en tvåvingeart som beskrevs av Cresson 1926. Ochthera circularis ingår i släktet Ochthera och familjen vattenflugor. Inga underarter finns listade i Catalogue of Life.